# Zambia op de Gemenebestspelen

Vlag van Zambia

Zambia is een land dat deelneemt aan de Gemenebestspelen (of Commonwealth Games). Sinds 1954 heeft Zambia veertienmaal deelgenomen. Tijdens deze veertien deelnames won het land in totaal 34 medailles.

## Medailles
| Zambia op de Gemenebestspelen | Zambia op de Gemenebestspelen | Zambia op de Gemenebestspelen | Zambia op de Gemenebestspelen | Zambia op de Gemenebestspelen | Zambia op de Gemenebestspelen |
| ----------------------------- | ----------------------------- | ----------------------------- | ----------------------------- | ----------------------------- | ----------------------------- |
| Jaar                          | Goud                          | Zilver                        | Brons                         | Totaal                        | Rang                          |
| 1954                          | -                             | -                             | 1                             | 1                             | 17                            |
| 1970                          | -                             | 2                             | 2                             | 4                             | 18                            |
| 1974                          | 1                             | 1                             | 1                             | 3                             | 14                            |
| 1978                          | -                             | 2                             | 2                             | 4                             | 16                            |
| 1982                          | -                             | 1                             | 5                             | 6                             | 19                            |
| 1990                          | -                             | -                             | 3                             | 3                             | 25                            |
| 1994                          | 1                             | 1                             | 2                             | 4                             | 17                            |
| 1998                          | -                             | -                             | 1                             | 1                             | 32                            |
| 2002                          | 1                             | 1                             | 1                             | 3                             | 20                            |
| 2006                          | -                             | -                             | -                             | -                             | /                             |
| 2010                          | -                             | -                             | -                             | -                             | /                             |
| 2014                          | -                             | -                             | 2                             | 2                             | 33                            |
| 2018                          | -                             | -                             | -                             | -                             | /                             |
| 2022                          | 1                             | 1                             | 1                             | 3                             | 20                            |